# Римокатоличка црква Свете Катарине у Соту
Римокатоличка црква Свете Катарине у Соту, месту у општини Шид, подигнута је 1747. године. Време подизања одређује и представа патрона храма са точком, симболом светитељкиног мучеништва, насликана 1747. у духу барока. Представља непокретно културно добро као споменик културе од великог значаја.

## Архитектура цркве
Црква у Соту је посвећена Светој Катарини и као једна од старијих сакралних објеката у Срему, од настајања и током два и по века претрпела известан број преправки и доградњи.
Западну фасаду, која је у степеновању маса добила најистакнутије место, одликују лезене које уоквирују двокрилни портал надвишен полукружно завршеним прозорским отворима звоника. Од архитектонских елемената који на подједнако естетски као и конструктивни начин учествују у спољној декорацији, ваља поменути контрафоре прислоњене уз јужну фасаду, на местима где су у ентеријеру зидовима раздвојени појединачни простори грађевине.
Од истока ка западу у унутрашњости цркве, нижу се сакристија, светилиште и правоугаони брод цркве, при чему је простор сакристије најнижи и најмањи, а брод највећи и највиши, па се тако контуре споменика и у висини и у основи повећавају од олтарског дела ка прочељу грађевине, која је на западној страни завршена двоспратним звоником.